# Serbach
Der Serbach ist ein etwa 170 m langer, westlicher und linker Zufluss des Aubachs. Er fließt bei Langenaubach im hessischen Lahn-Dill-Kreis.

## Verlauf und Zuflüsse
Der Serbach entspringt nahe dem Nordende von Langenaubach, einem Stadtteil von Haiger. Seine Quelle liegt in einer Wiese am Rand des Geländes der Helmut Kreuz Mahlwerke GmbH, das auf einer Erhebung oberhalb der Ortschaft liegt. Der gänzlich im Naturpark Lahn-Dill-Bergland fließende Bach mündet nach östlichem Lauf wenige Meter nordnordöstlich der Ortschaft in den dort etwa von Süden kommenden Dill-Zufluss Aubach. Der Serbach hat keine Zuflüsse.